# سیروس (داکوتای شمالی)
سیروس(به انگلیسی: Souris) شهری در ایالت داکوتای شمالی کشور ایالات متحده آمریکا است که جمعیت آن در سرشماری سال ۲۰۱۰ میلادی، ۵۸ نفر بوده‌است.